# Bas Kuipers
Bas Edo Kuipers (* 17. August 1994 in Amsterdam) ist ein niederländischer Fußballspieler der aktuell bei FC Twente Enschede unter Vertrag steht.

## Erfolge
Farul Constanța
- Rumänischer Pokalsieger: 2019
- Rumänischer Superpokalsieger 2019